# 宗関駅

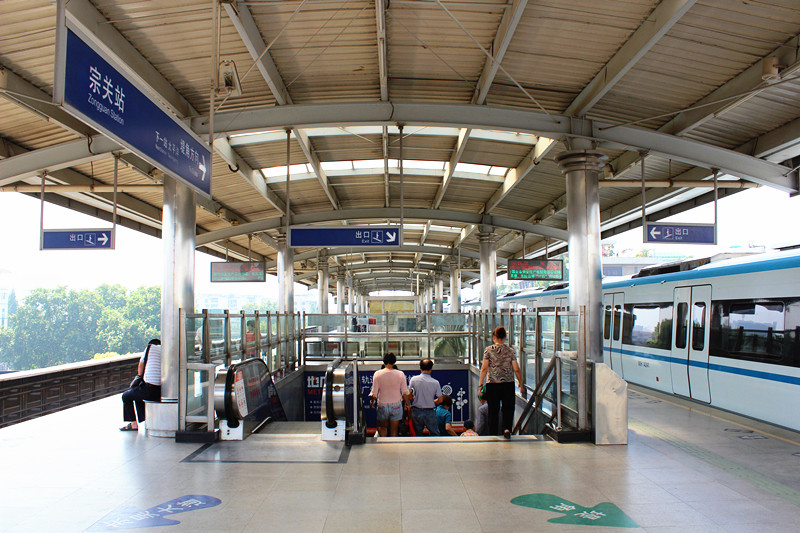
1号線ホーム

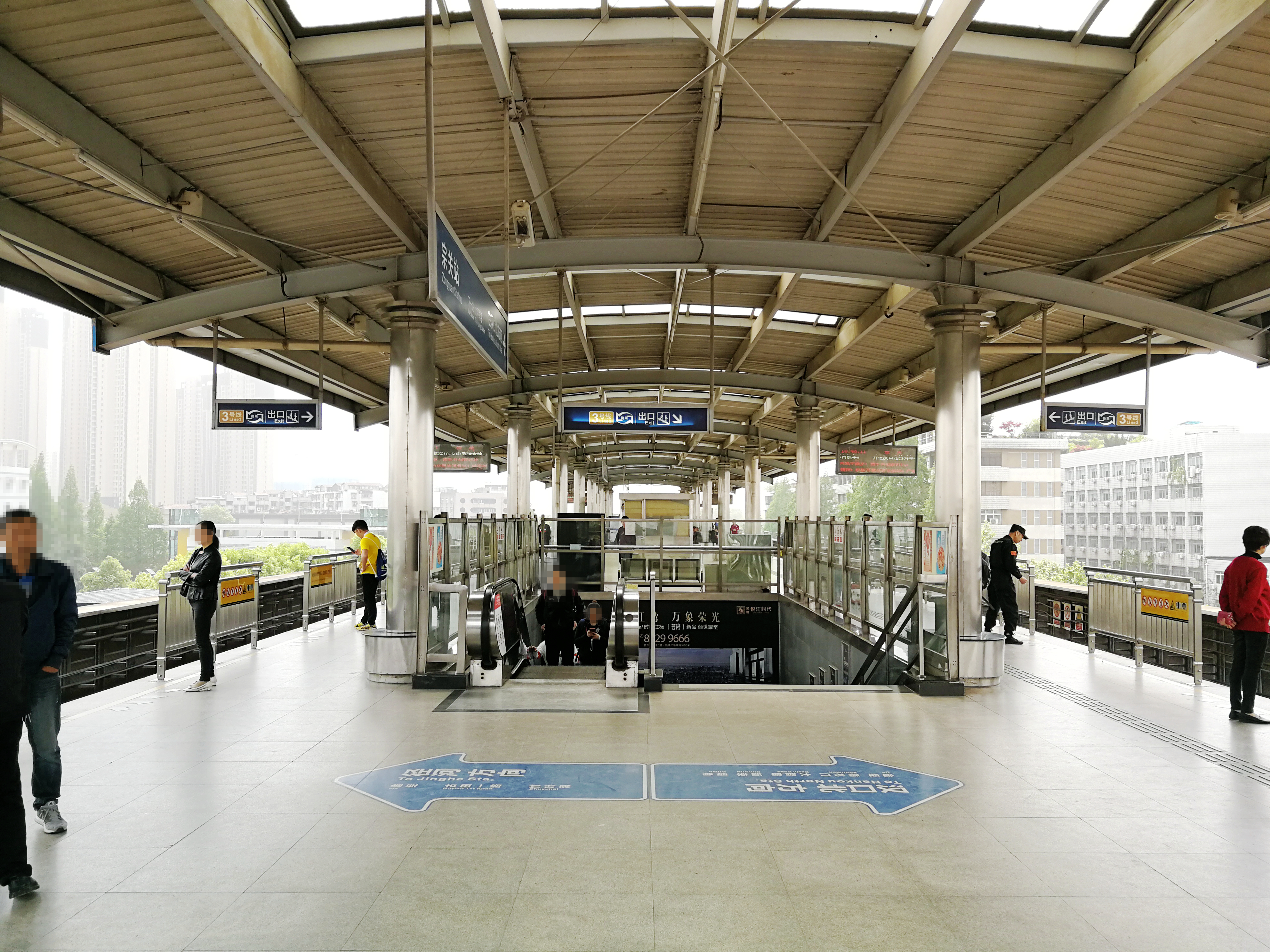
2018年現在の1号線ホーム

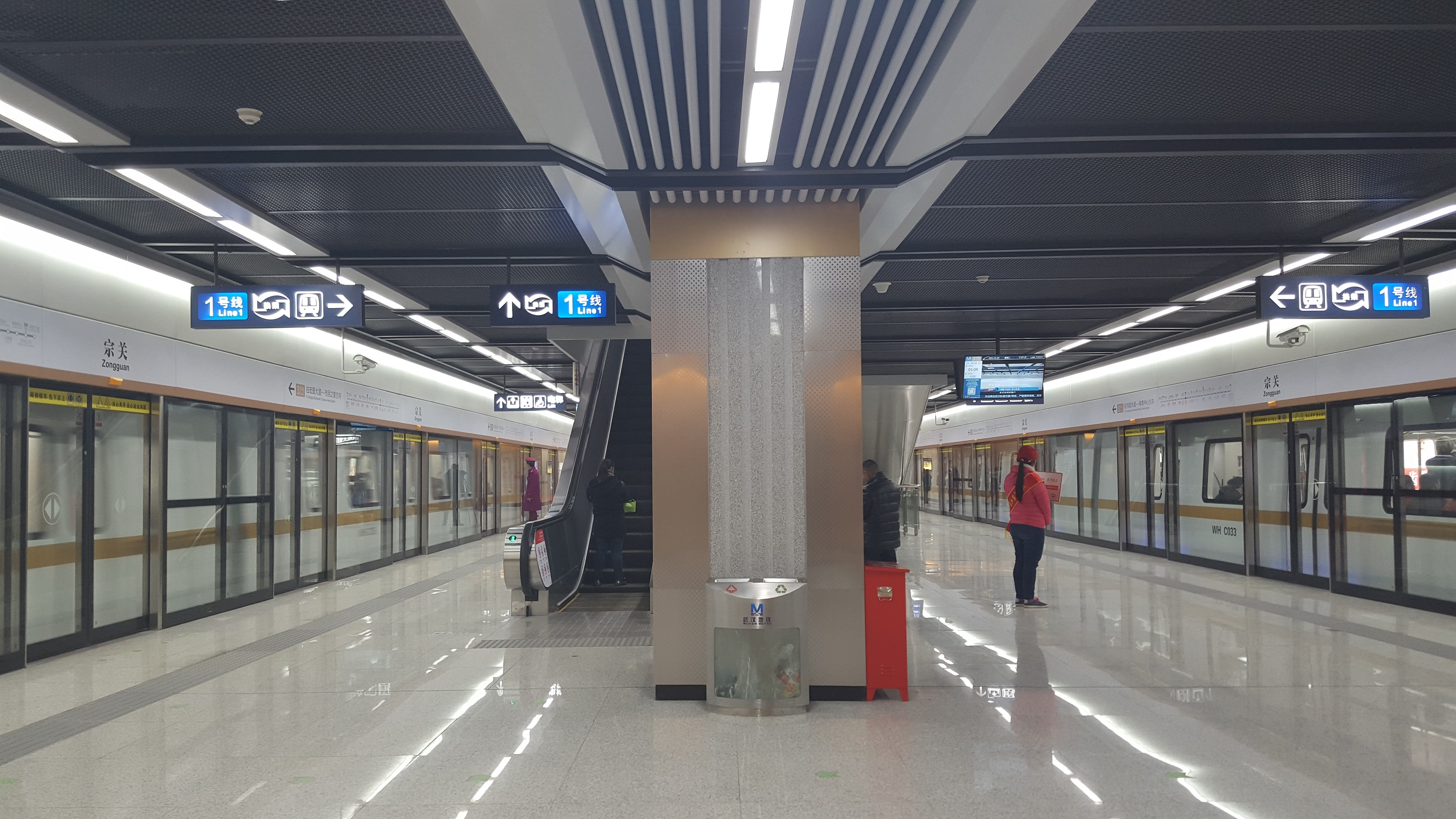
3号線ホーム

宗関駅（そうかん-えき）は湖北省武漢市礄口区にある武漢地下鉄1号線と3号線の乗換駅である。解放大道と建設大道・建一路の交差点に位置し、武漢市の二環線高架橋が駅の西側に通る。

## 駅構造

### 1号線駅舎
1号線の駅舎は3階建ての高架駅である。
- 1階:上階と直接アクセスしない配電室
- 2階:改札エリア
- 3階:島式1面2線のプラットホーム

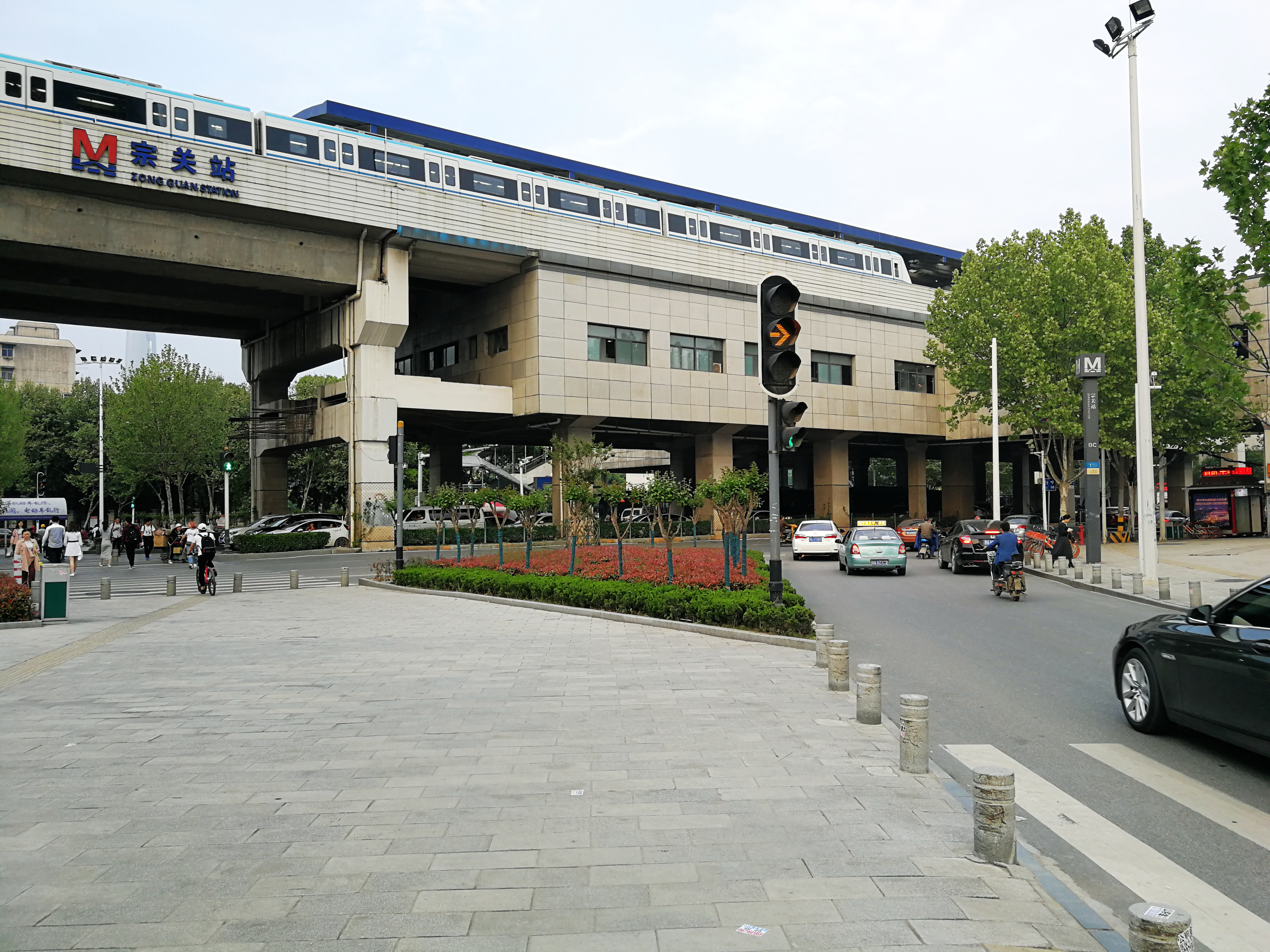
1号線駅舎
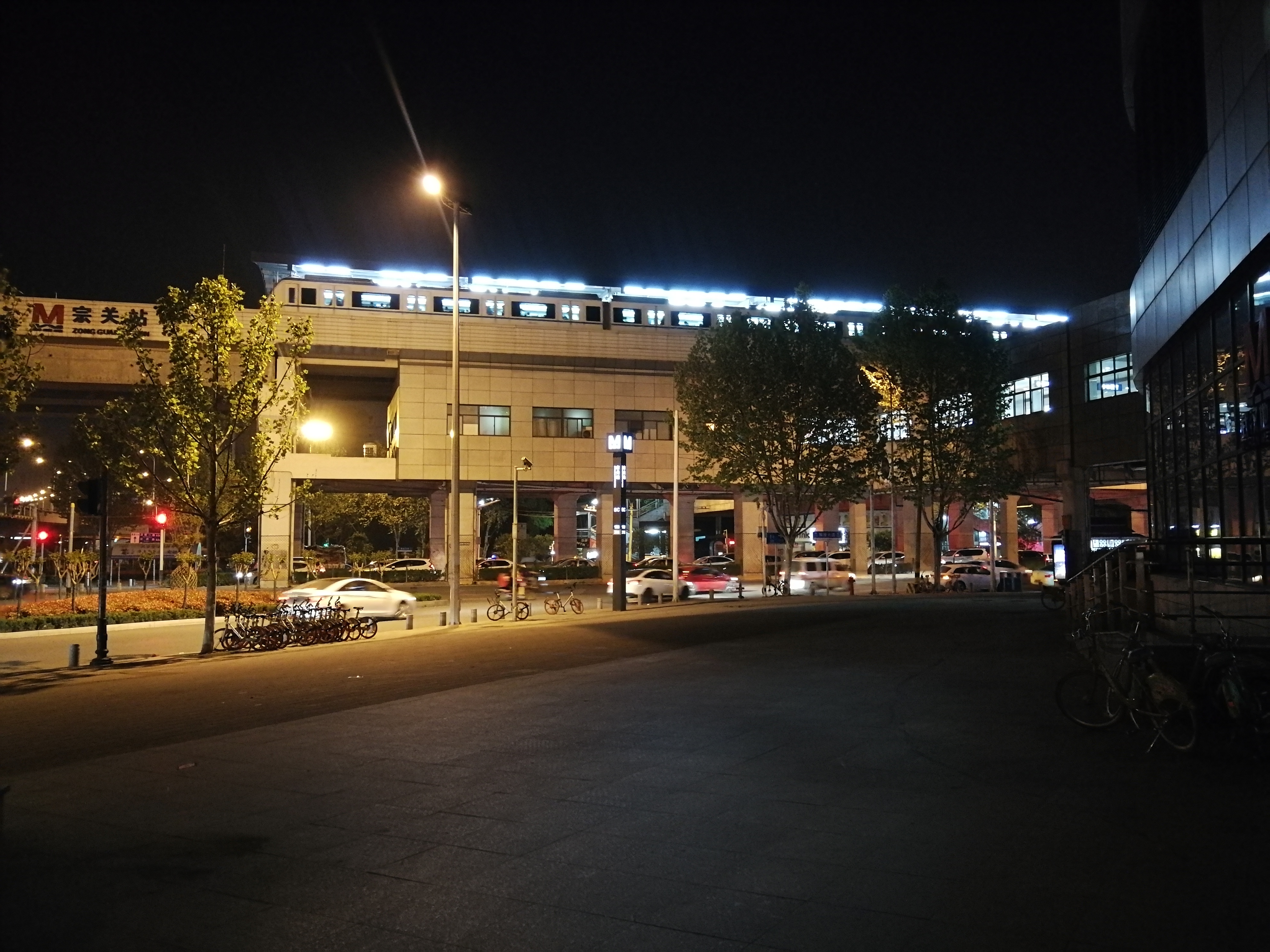
1号線駅舎（夜間）
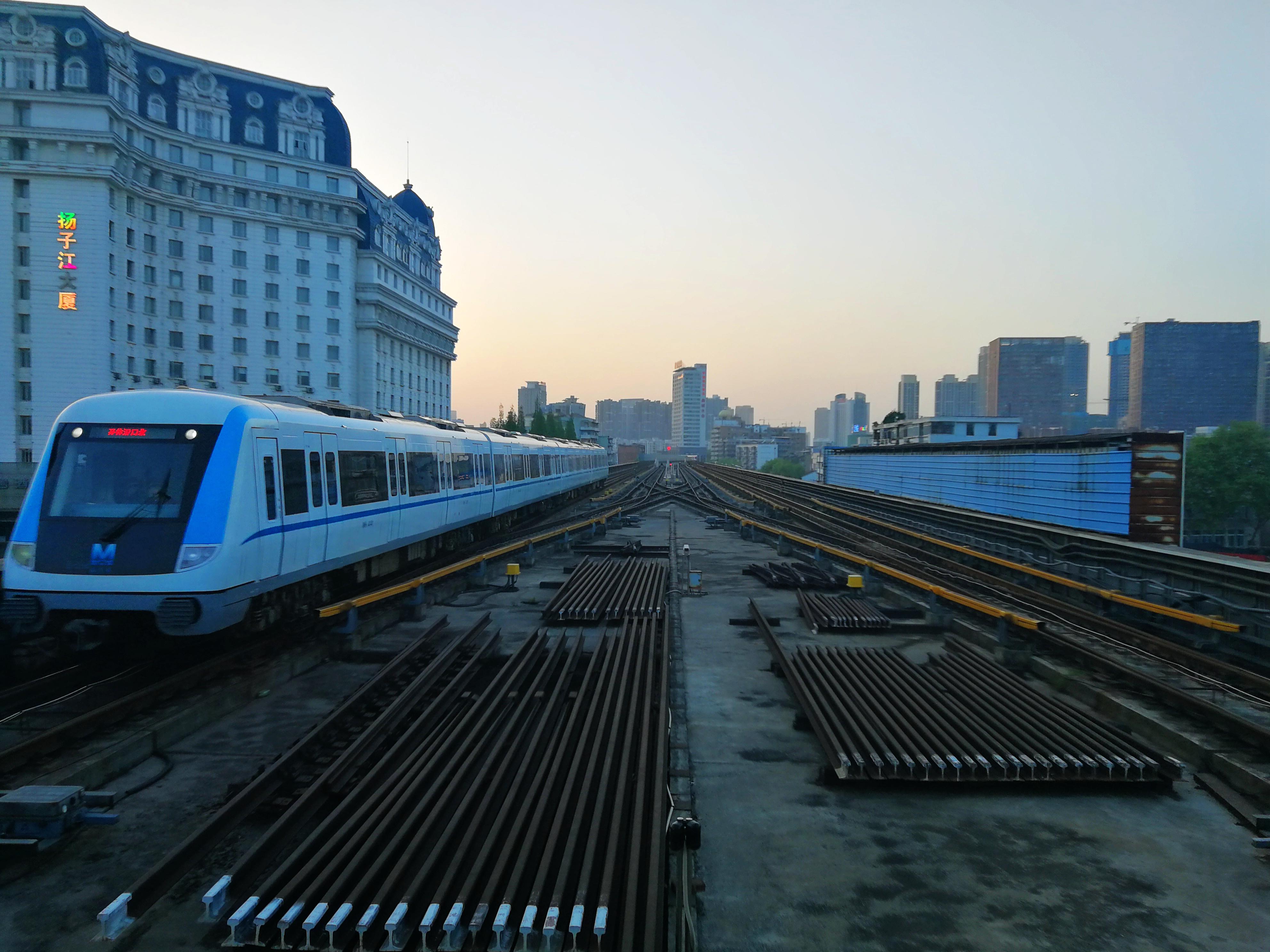
接近中の漢口北方面行きの車両
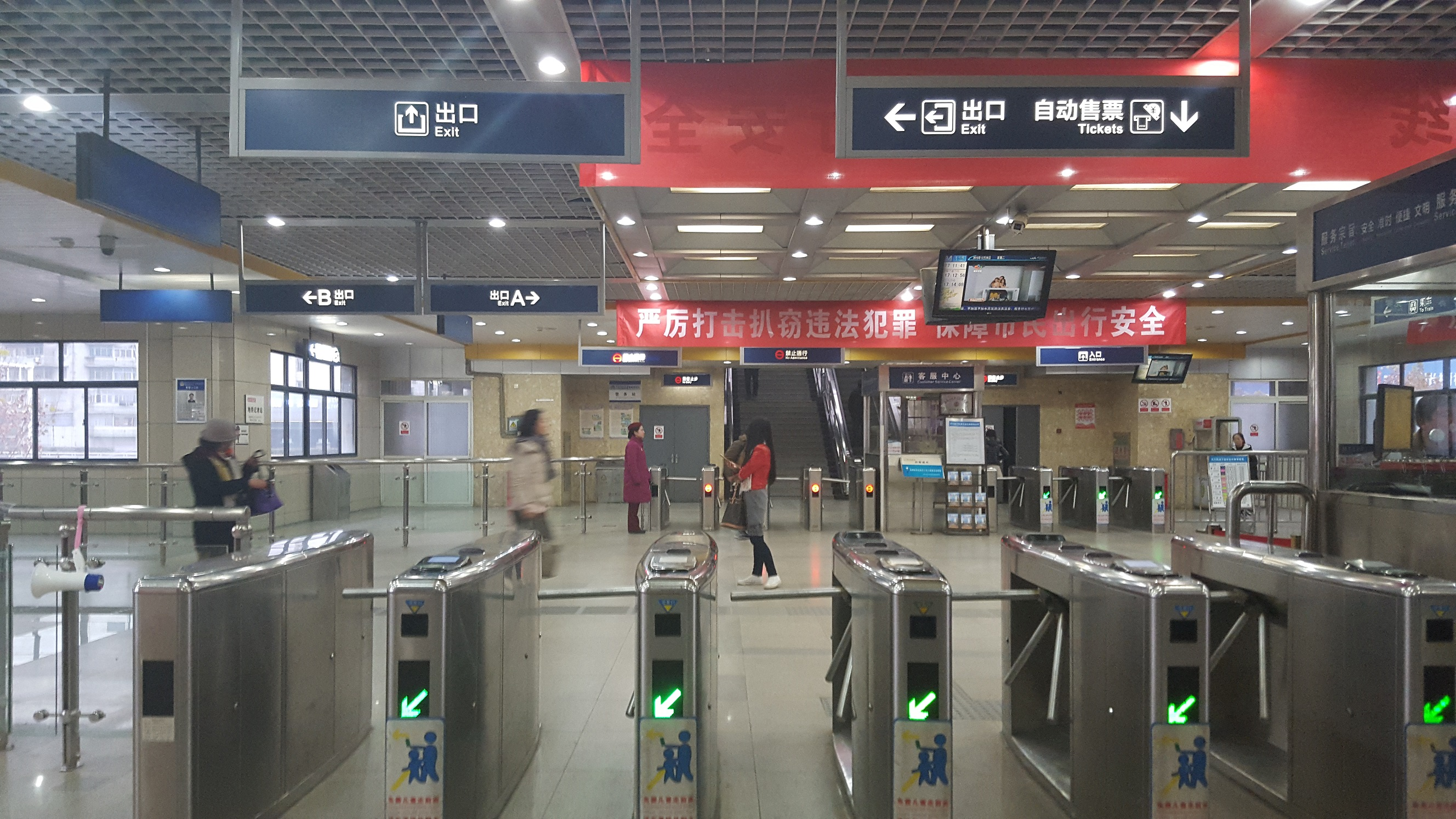
1号線駅舎内の自動改札機
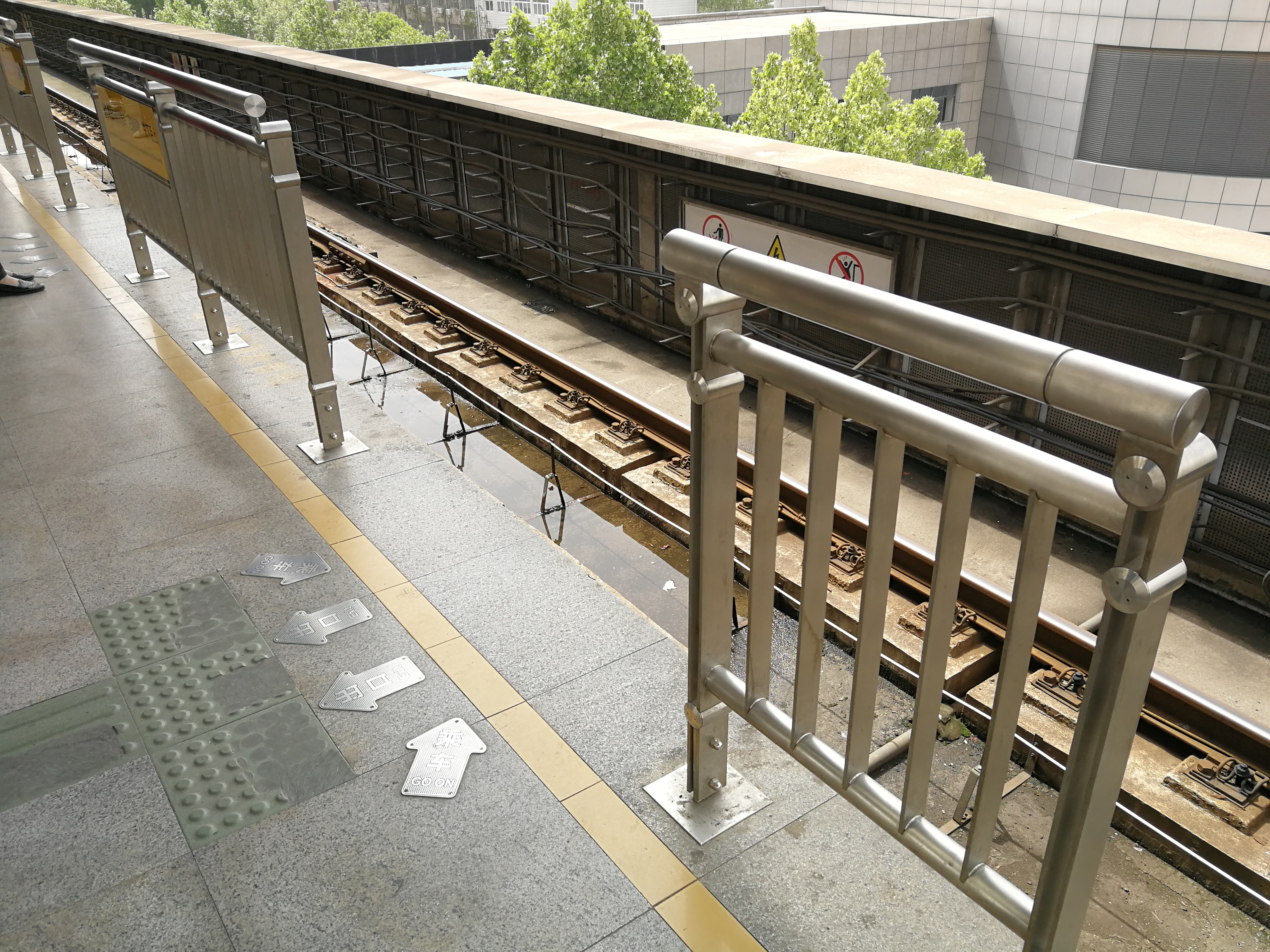
1号線のホーム柵
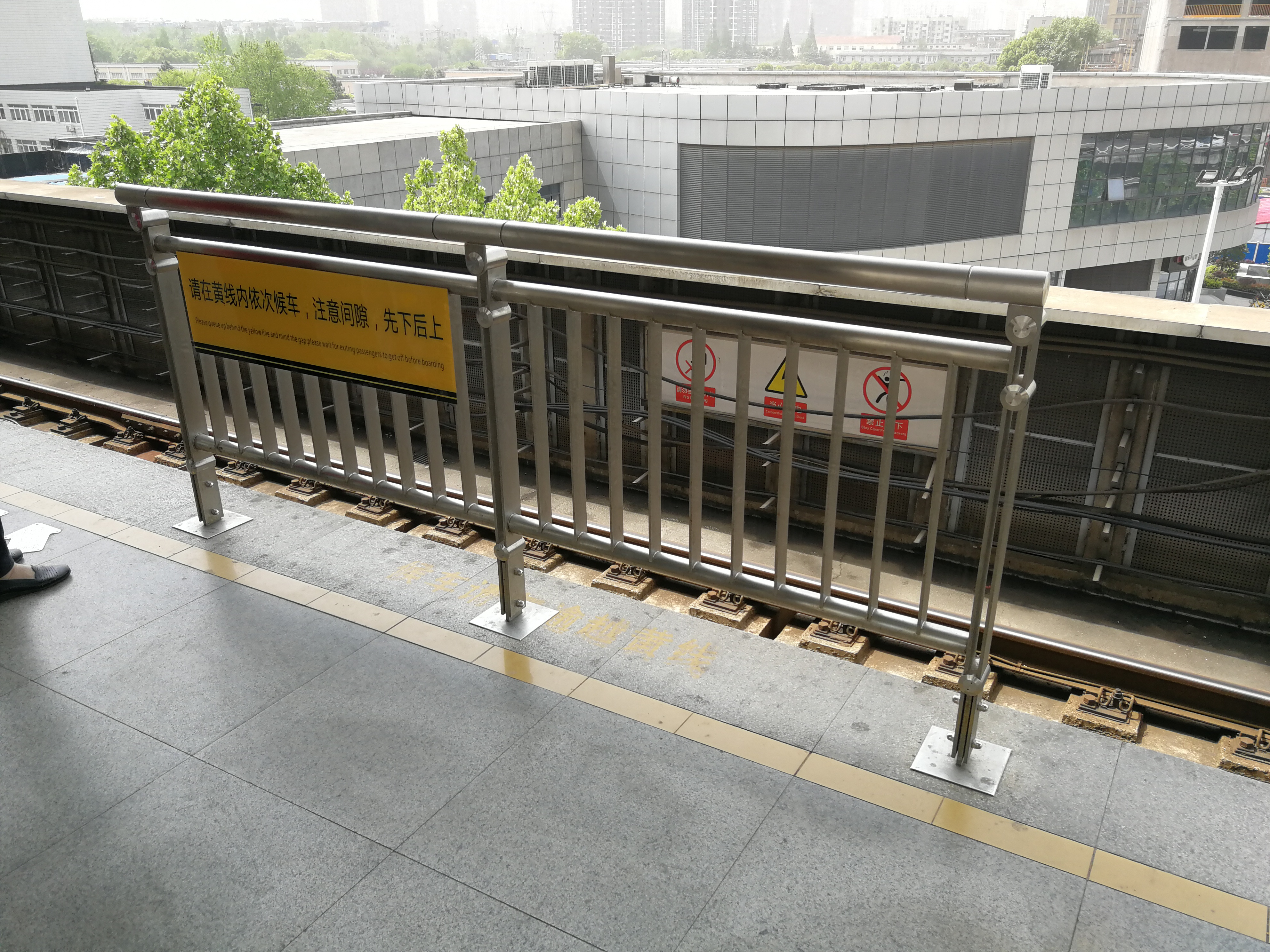
1号線のホーム柵

### 乗換通路
1号線駅舎と3号線駅舎の間を繋ぐ乗換通路は、両駅の2階を結ぶスカイウォークである。

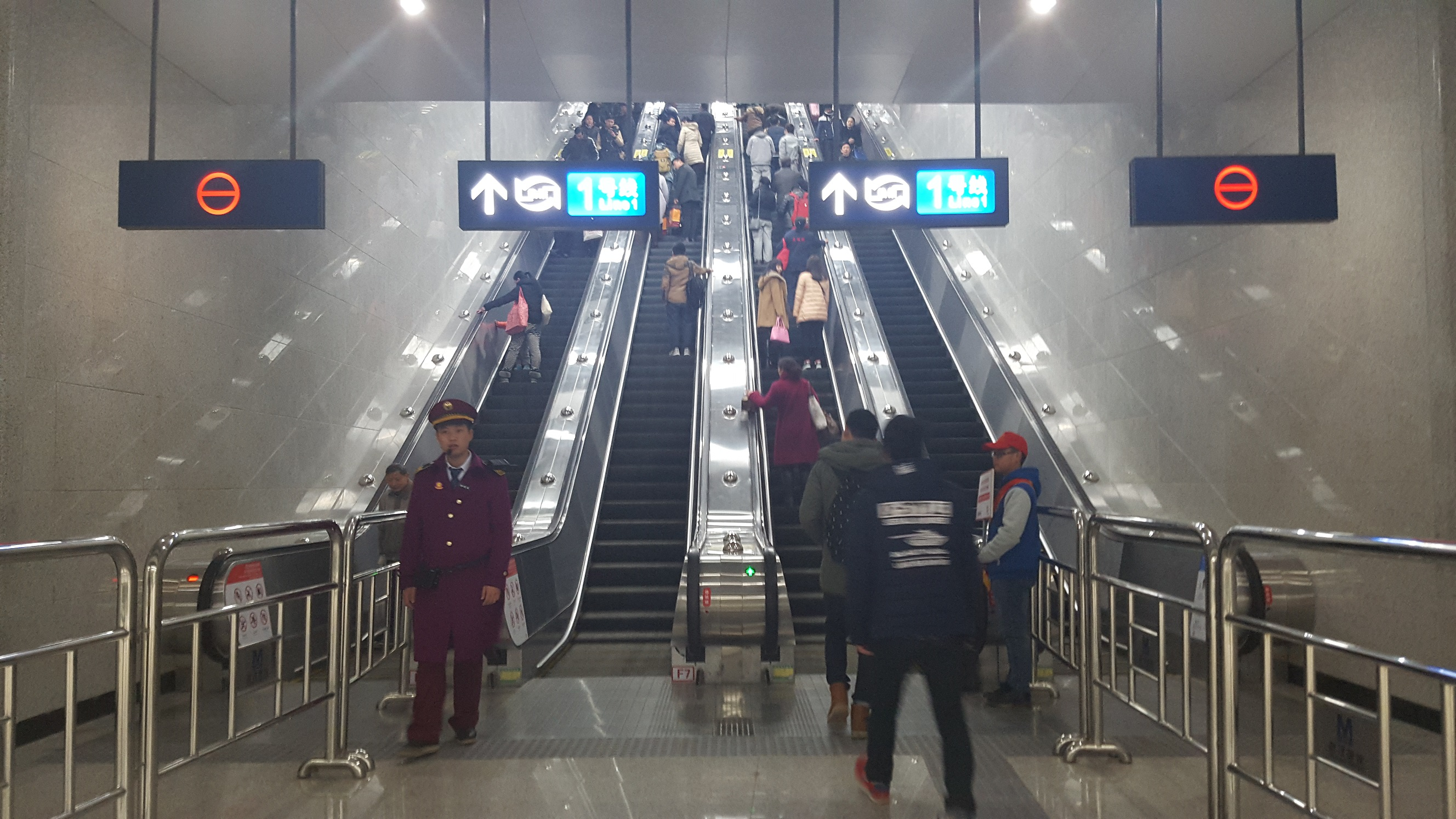
乗換エスカレーター
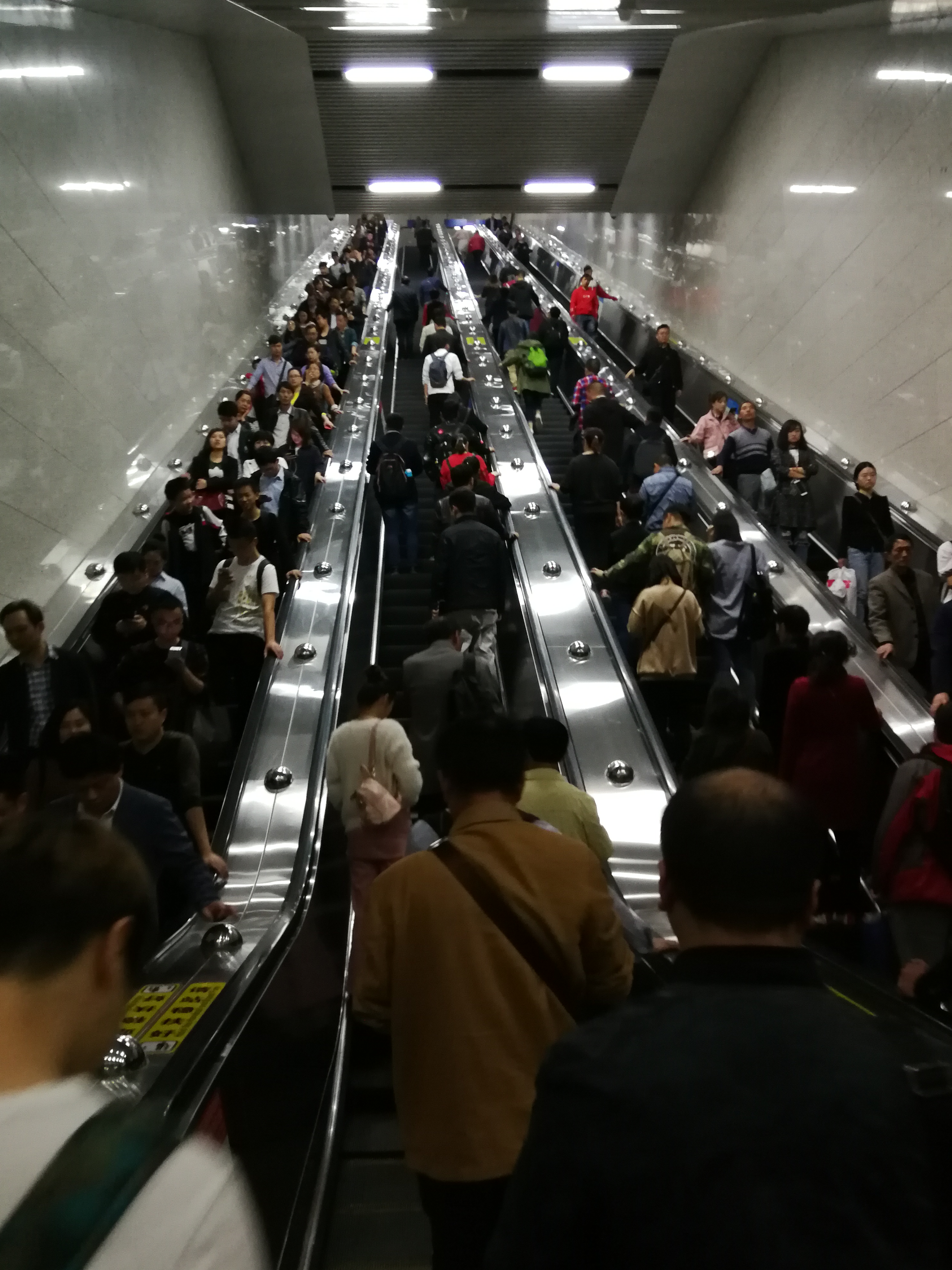
乗換エスカレーター
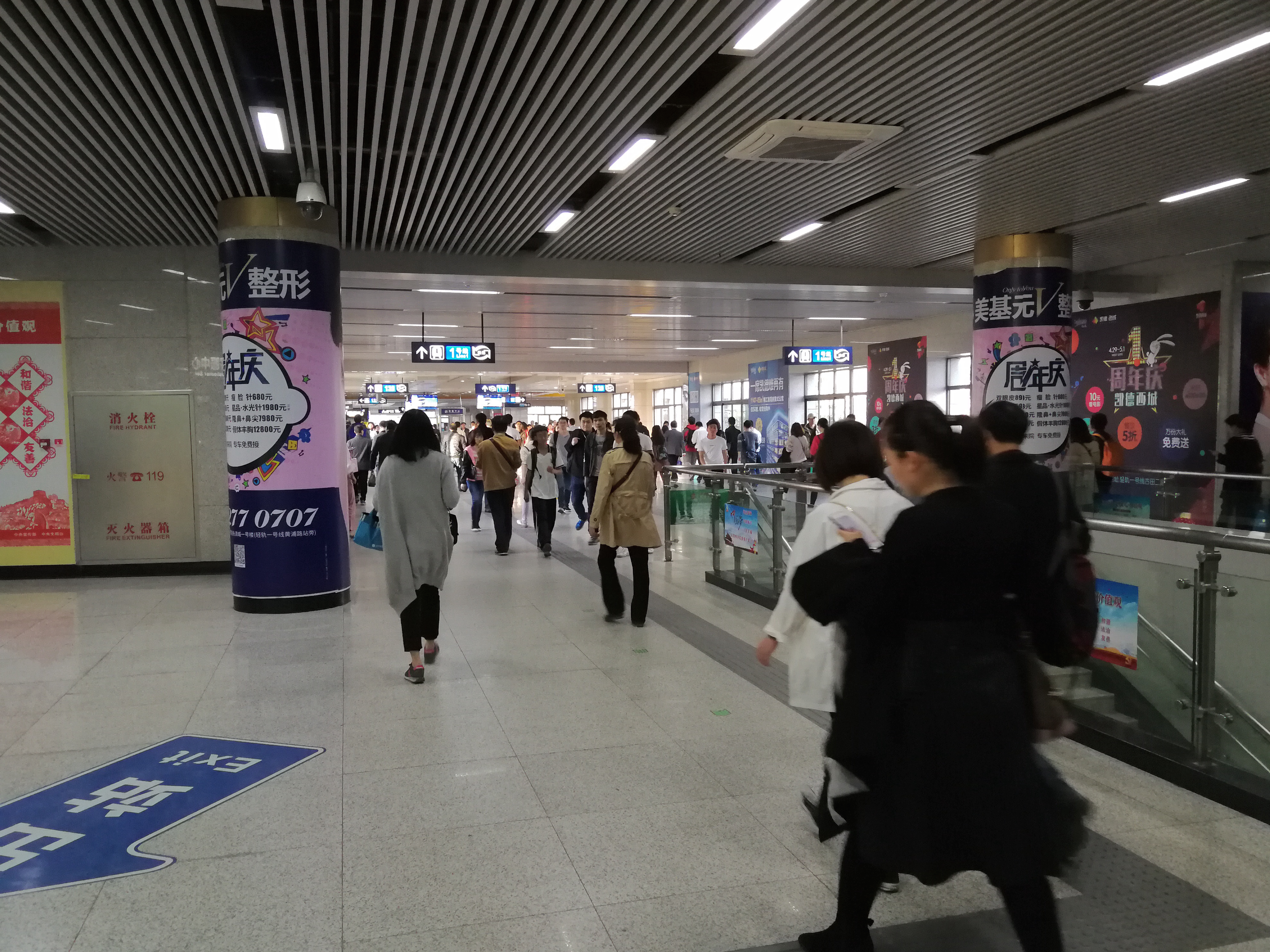
乗換スカイウォーク内

### 3号線駅舎
3号線の駅舎は建物の構造が地上2階・地下3階である。
- 地上2階:改札エリアで1号線へアクセスするスカイウォークに繋がる
- 地上1階:出入り口と売店
- 地下1階:改札エリア
- 地下2階:1号線との乗換えエリアで、地上2階へアクセスする垂直高度が22.465mのエスカレータに繋がる
- 地下3階:島式1面2線のプラットホーム

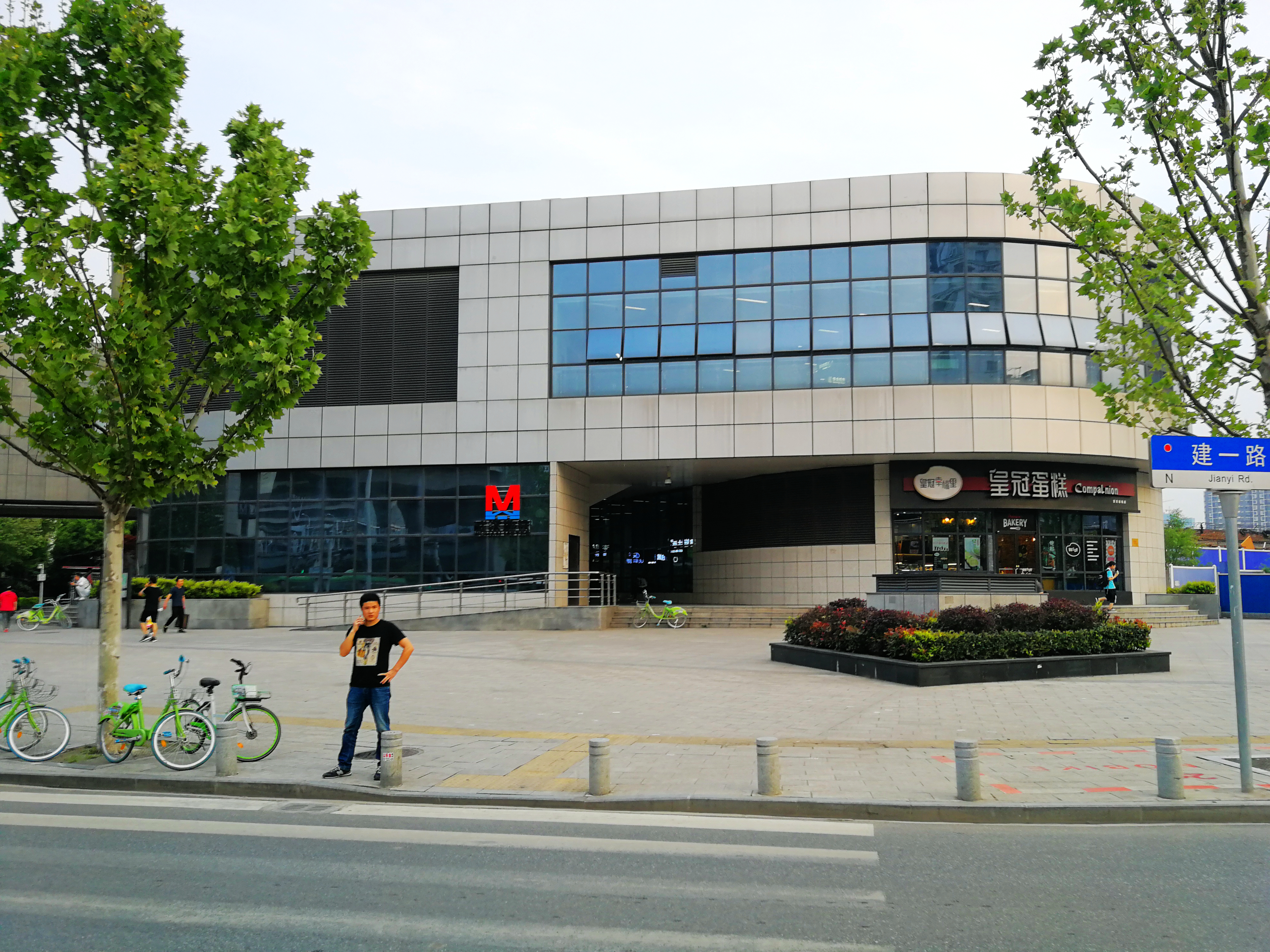
3号線駅舎
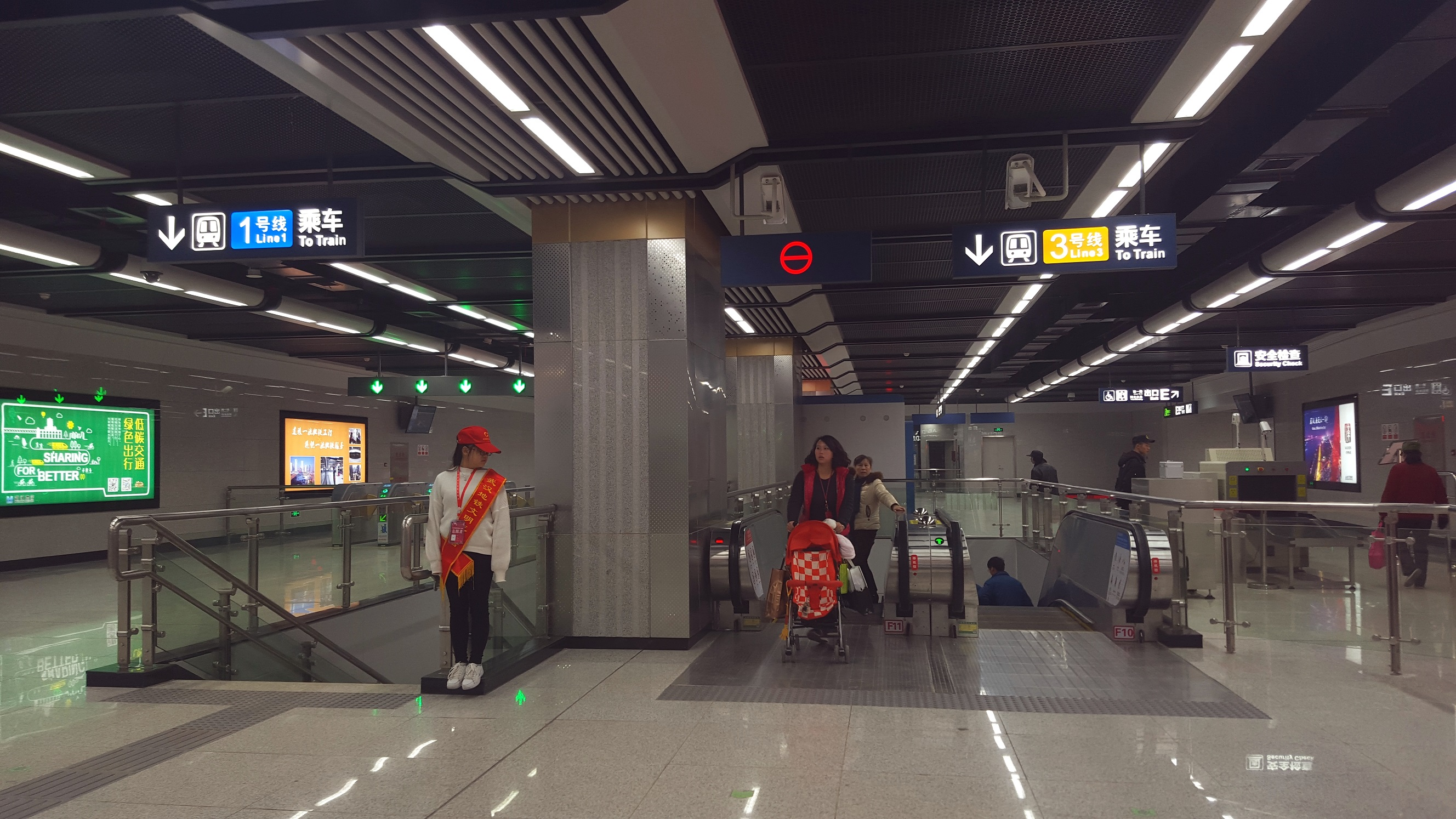
3号線駅舎内
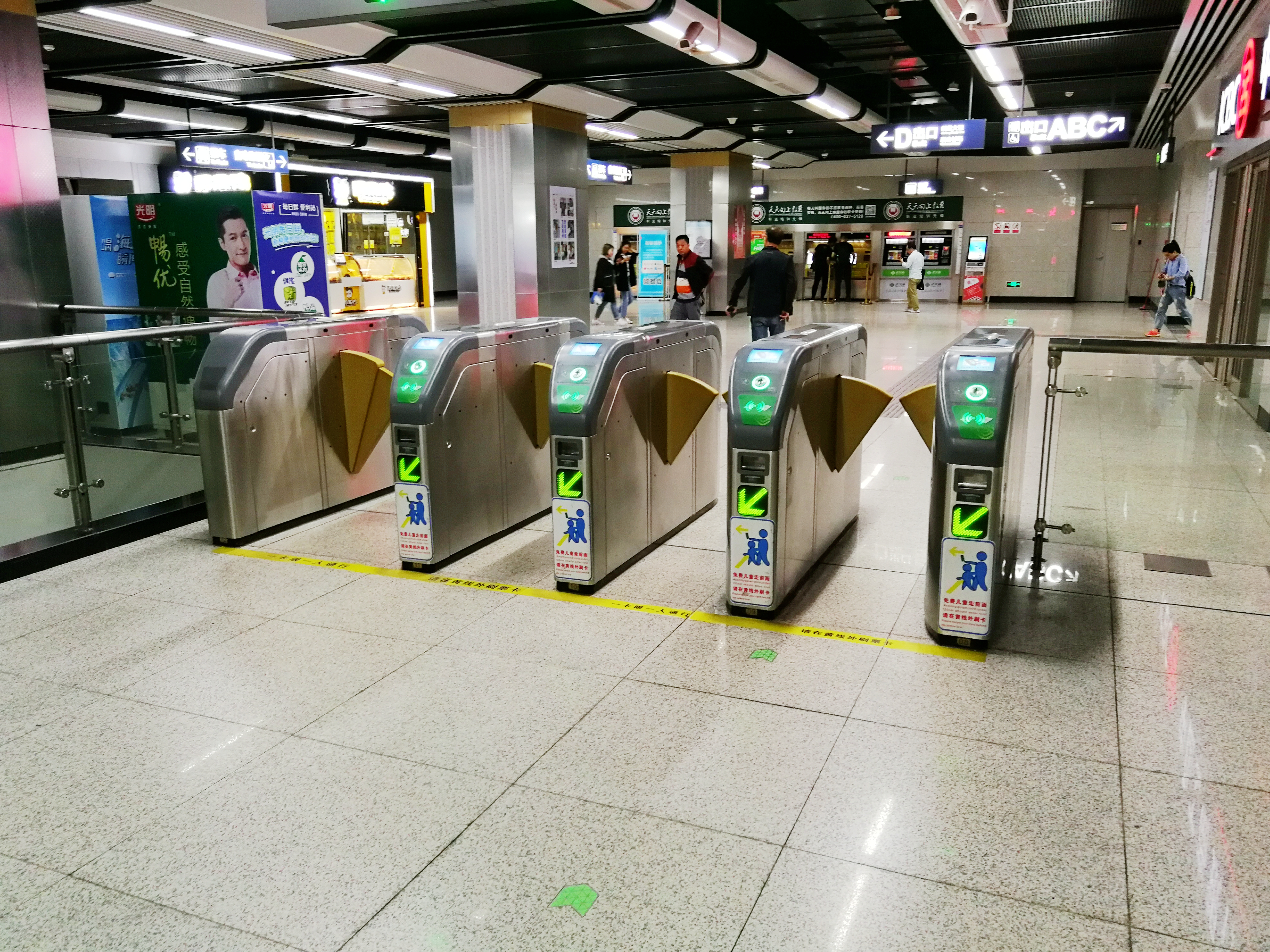
3号線駅舎内の自動改札機

### 出入口

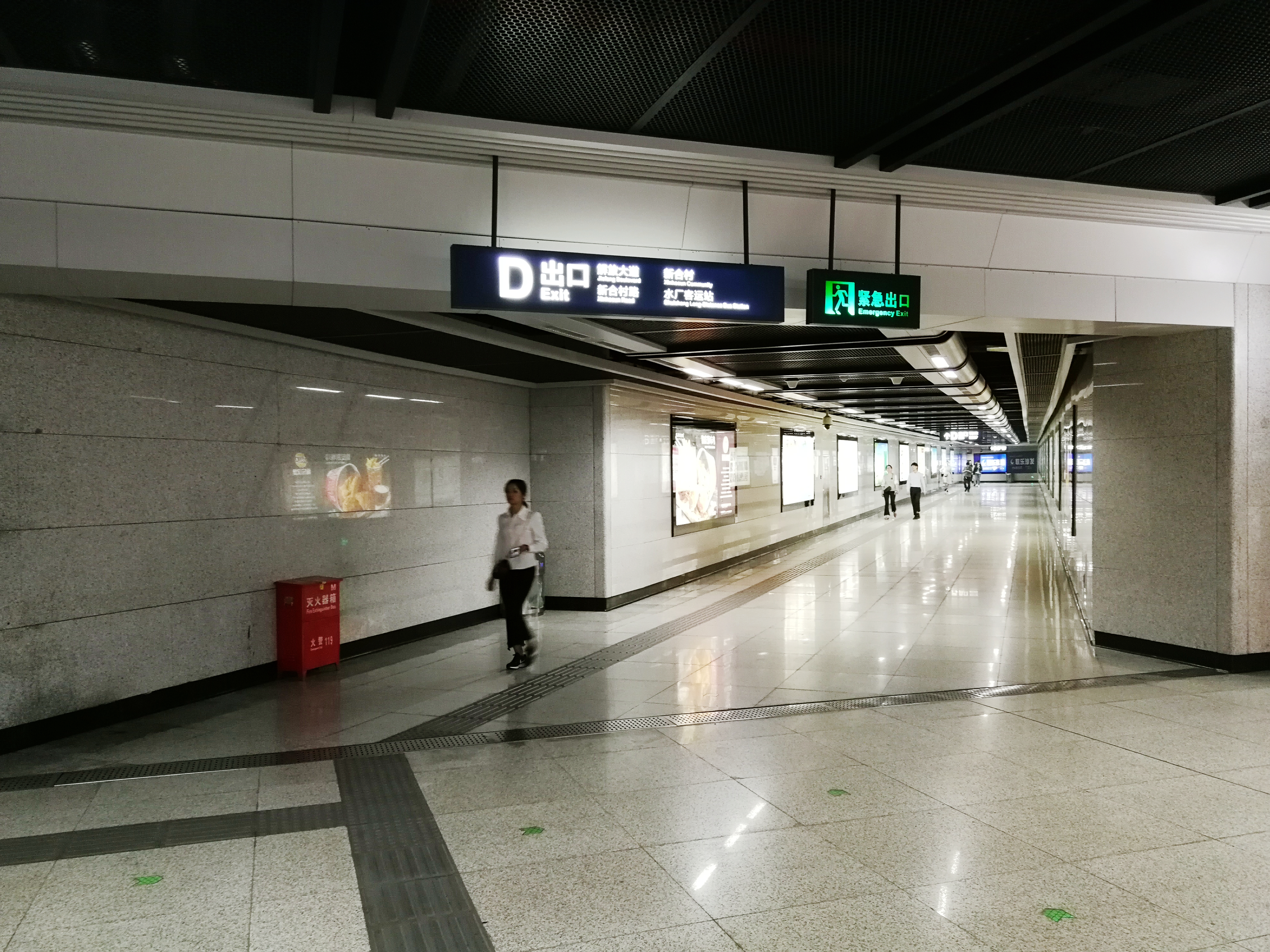
出口D(構内)
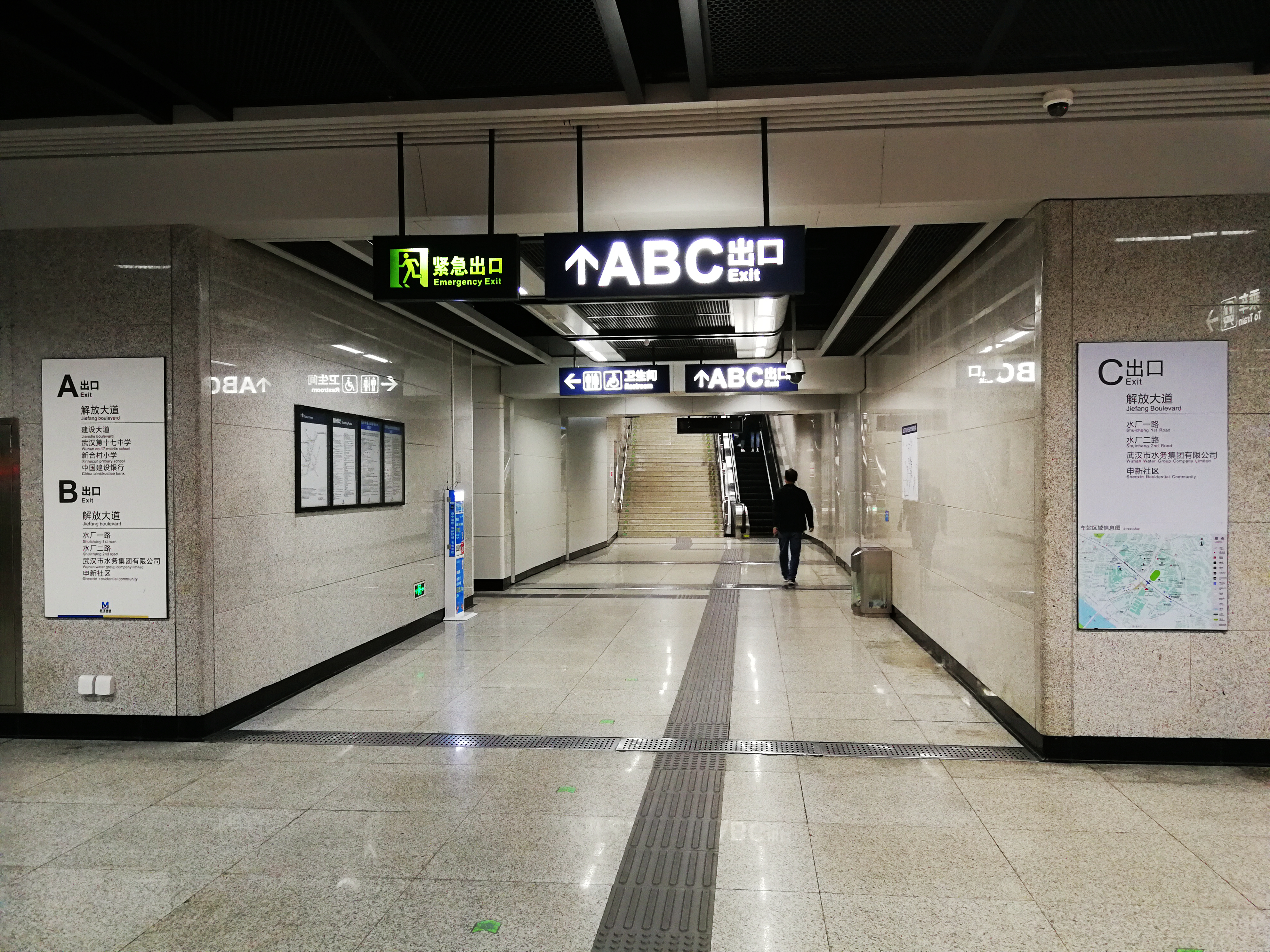
出口A、BとC(構内)
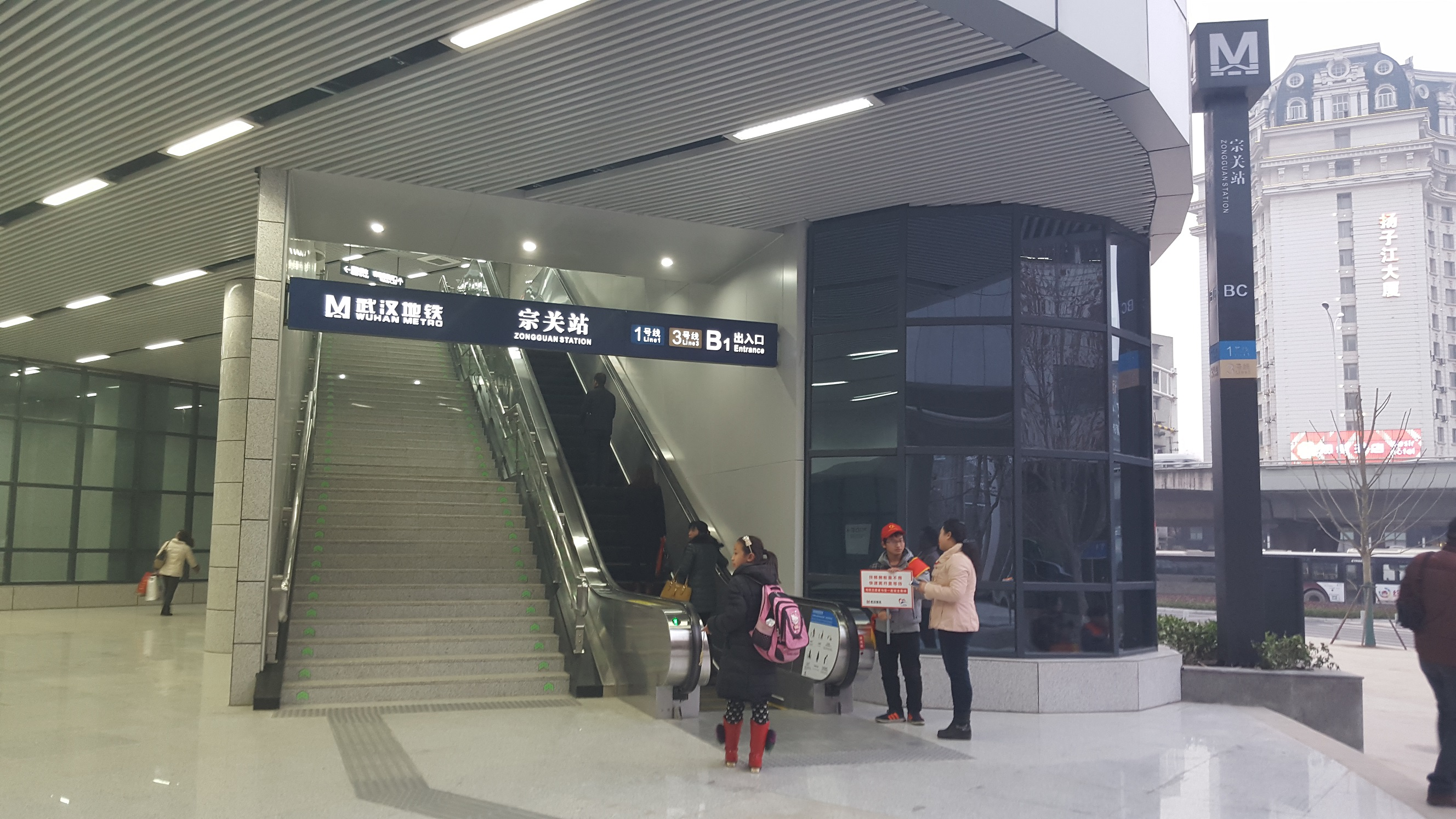
出口B
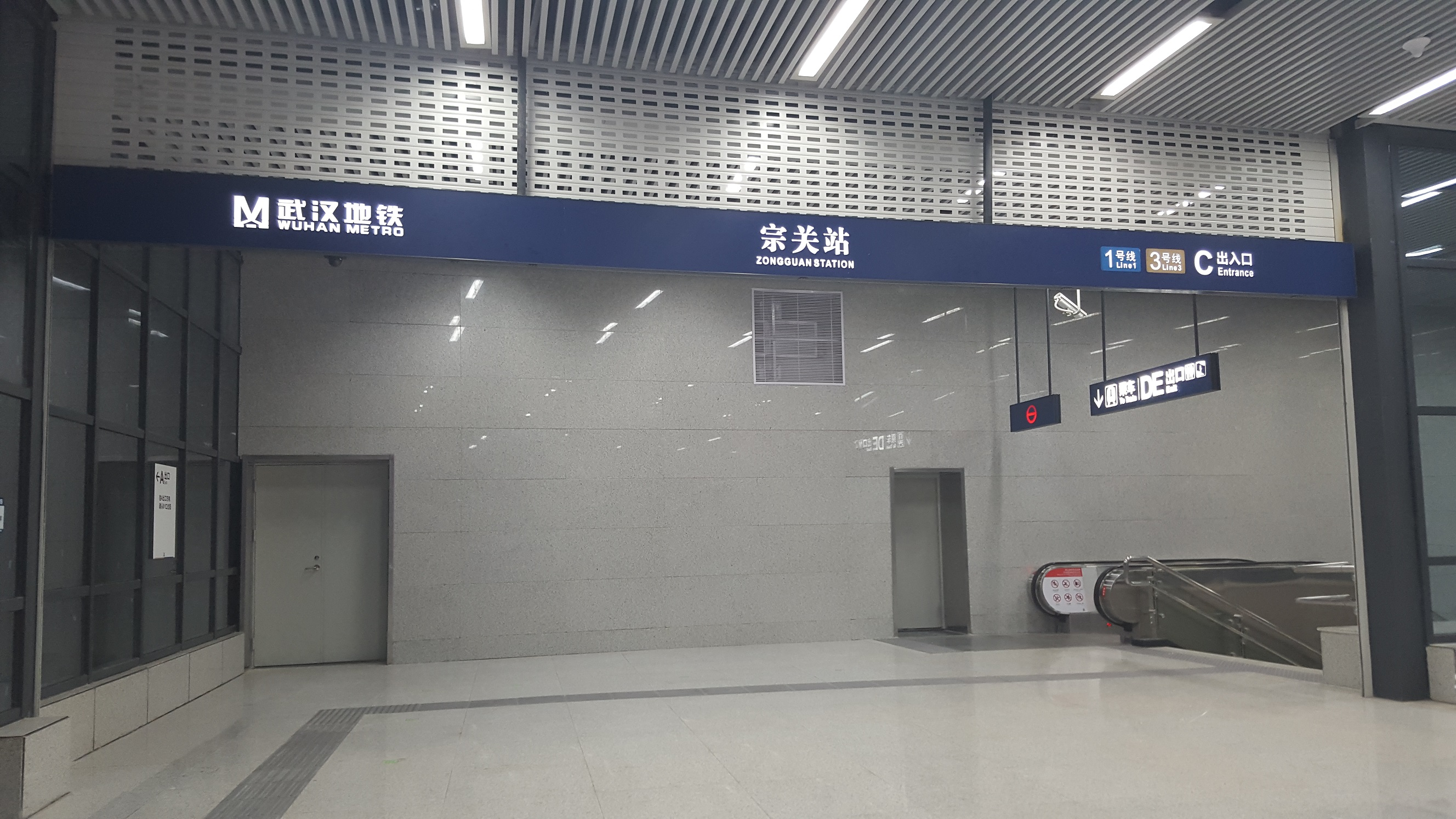
出口C
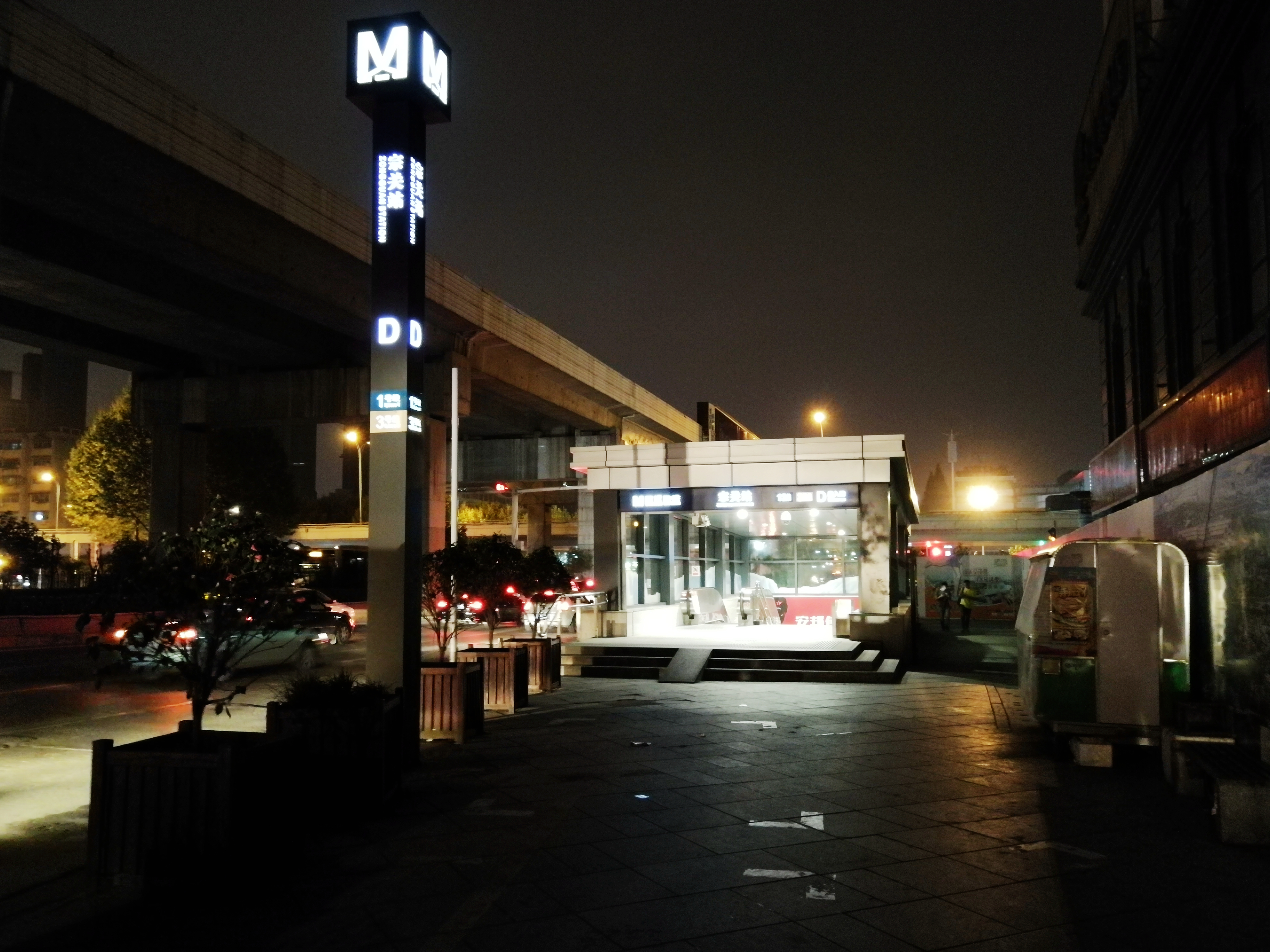
出口D(構外、夜間)
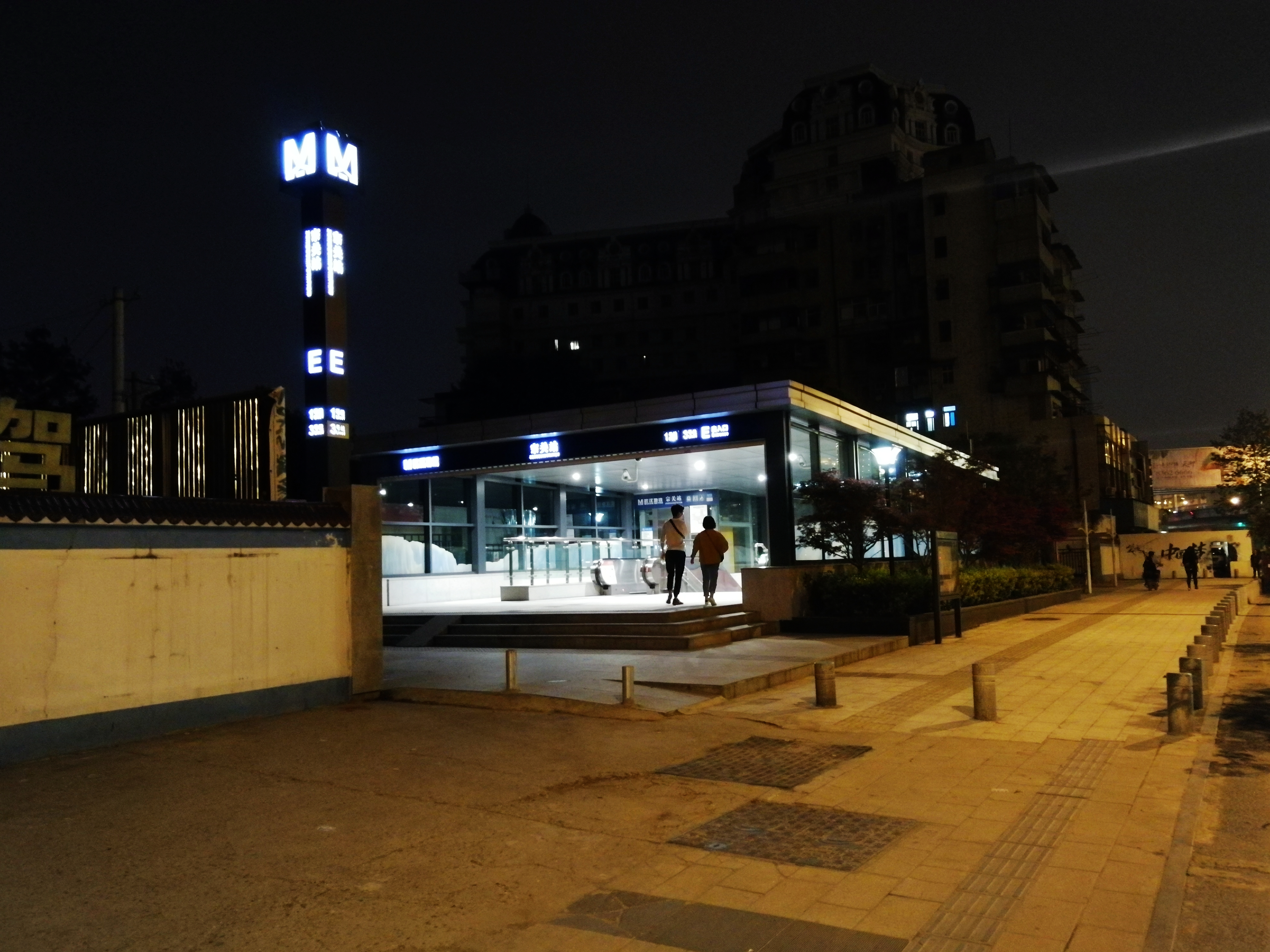
出口E(構外、夜間)

## 駅周辺
- 武漢市第十七中学
- 武漢水務集団有限公司宗関浄水場

## 歴史
- 2004年7月28日 - 1号線開業。
- 2015年12月28日 - 3号線開業。

## 隣の駅
武漢地下鉄
■1号線
太平洋駅 - 宗関駅 - 漢西一路駅
■3号線
双墩駅 - 宗関駅 - 王家湾駅